# Jupille-sur-Meuse
Jupille-sur-Meuse è una località belga, situata nella provincia vallona di Liegi. Già comune autonomo, nel 1977 si fuse con Liegi.

## Economia
Vi si trova il birrificio Piedbœuf.